# 하라마치촌
하라마치촌(原町村)은 에히메현 이요군에 설치되었던 촌이다. 현재의 도베정에 해당한다.